# Tejutla
Tejutla est une ville du Guatemala dans le département de San Marcos.